# Brian Tuhiana
Brian Tuhiana (4 maggio 1982) è un calciatore papuano, difensore dell'Hekari United.

## Carriera

### Club
Nel 2008 si trasferisce all'Hekari United, con cui vince anche l'OFC Champions League 2009-2010.

## Palmarès
- Campionato di calcio della Papua Nuova Guinea: 3

Hekari United: 2009-2010, 2010-2011, 2011-2012
- OFC Champions League: 1

Hekari United: 2009-2010